# Alexandre Guilmant

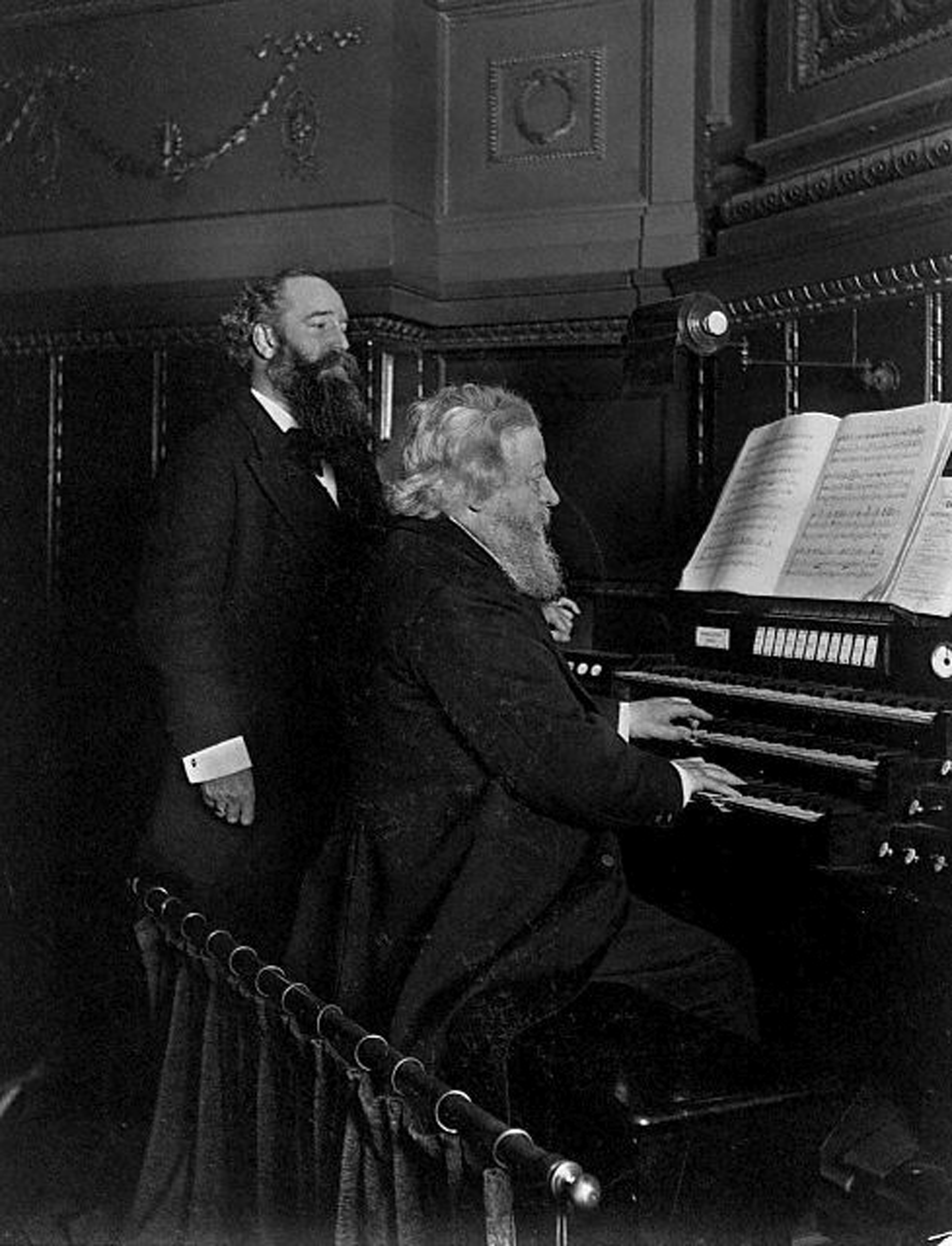
Alexandre Guilmant y Clarence Eddy en el Steinway Hall de Chicago. 1898. Foto: Ernest Hergt.

Félix Alexandre Guilmant (Boulogne-sur-Mer, 12 de marzo de 1837 - Meudon, 29 de marzo de 1911) fue un organista y compositor francés.
Alumno de su propio padre, después de Jacques-Nicolas Lemmens, llegó a ser organista y profesor en su villa natal. En 1871 fue nombrado organista de la Iglesia de la Santa Trinidad de París. Desde ese momento su carrera de concertista virtuoso despega, tanto en Europa como en América.
Fundó en 1894 la Schola Cantorum de París (con Charles Bordes y Vincent d'Indy), y sucedió a Charles-Marie Widor en la clase de órgano del Conservatorio de París en 1896. Con André Pirro, publicó una colección de partituras, los «Archives des Maîtres de l'Orgue», recogiendo las composiciones de muchos autores clásicos franceses (en 10 volúmenes, de 1898 a 1914). Procedió de la misma manera con los maestros extranjeros con «L'École classique de l'Orgue» (25 volúmenes, de 1898 a 1903).
Paralelamente, se dedicó a la composición, y particularmente para su instrumento. Se puede citar sus Pièces dans différents styles (18 colecciones), sus 8 Sonatas, o en un registro más litúrgico sus noëls, sus Soixante interludes dans la tonalité grégorienne, los 12 cuadernos de «L'organiste pratique», los 10 cuadernos de «L'Organiste liturgique»... Además de música para órgano, Guilmant ha compuesto música de cámara, música vocal (en especial misas para coro y órgano), una sinfonía cantata (Ariane), así como una obra escénica (Bethsabée).
Conviene subrayar que sus sonatas para órgano, bien que bautizadas así por su autor, son en realidad sinfonías para órgano en que siguen la forma y la estructura. En el dominio del órgano sinfónico, se le debe una Légende et Final symphonique en re menor, opus 71 compuesta en 1888, y un Morceau symphonique en la menor, opus 75, compuesto en 1892.